# Wagner-Piedmont-Gletscher
Der Wagner-Piedmont-Gletscher ist ein in nordwest-südöstlicher Ausdehnung 15 km langer und 6 km breiter Vorlandgletscher, der den südwestlichen Teil der antarktischen Rothschild-Insel vor der nordwestlichen Küste der Alexander-I.-Insel überdeckt.
Wissenschaftler der United States Antarctic Service Expedition (1939–1941) entdeckten und fotografierten ihn aus der Luft. Luftaufnahmen der US-amerikanischen Ronne Antarctic Research Expedition (1947–1948) dienten 1960 dem britischen Geographen Derek Searle vom Falkland Islands Dependencies Survey der Kartierung. Das UK Antarctic Place-Names Committee benannte den Vorlandgletscher 1961 nach dem deutschen Komponisten Richard Wagner (1813–1883).